# Грициевка
Грициевка (укр. Гриціївка) — село в Прилукском районе Черниговской области Украины на реке Лысогор. Население 348 человек. Занимает площадь 17,685 км². Расположено на реке Лысогор при впадении её притока Галка.
Код КОАТУУ: 7425182501. Почтовый индекс: 17321. Телефонный код: +380 4639.

## Власть
Орган местного самоуправления — Сребнянская поселковая община. Почтовый адрес: 17300, Черниговская обл., Прилукский р-н, пгт Сребное, ул. Мира, 43а.